# Per Gahrton
Carl Per Gunnar Gahrton, född 2 februari 1943 i Sankt Johannes församling i Malmö, död 19 september 2023 i Östra Sallerups distrikt i Hörby kommun, var en svensk politiker (miljöpartist, tidigare folkpartist), sociolog och författare.
Gahrton var initiativtagare till att Miljöpartiet grundades 1981 och dess första språkrör tillsammans med Ragnhild Pohanka.

## Biografi

### Politisk karriär
Per Gahrton var förbundsordförande för Folkpartiets ungdomsförbund 1969–1971, kommunfullmäktig i Lund (fp) 1973–1976, riksdagsledamot 1976–1979 för Folkpartiet och 1988–1991 respektive 1994–1995 för Miljöpartiet de Gröna samt ledamot av Europaparlamentet 1995–2004. Tillsammans med Ragnhild Pohanka valdes han till språkrör för Miljöpartiet 1984 på förtroenderådets sammanträde. Han lämnade posten efter valet 1985. (Språkrörsinstitutionen var ursprungligen tänkt som ett arrangemang inför valet 1985.) Han var andre sekreterare för European Greens 1984–1989 och ledamot i Miljöpartiets partistyrelse 1992–1997 och 2000–2007.
Gahrton var redaktör för Liberal Debatt 1967–1968 där han bland annat pläderade för ”vänsterliberalism”. 1968–1969 var han redaktör för lundensiska studenttidningen Lundagård, och ”inte bara den argaste Lundagårdsredaktören genom tiderna utan också den radikalaste – 68-röd utan att vara socialist”. Han kritiserade vänsterns ”jippoanarkism” och tog avstånd från våldsanvändning, bland annat i samband med tennismatchen mot Rhodesia i Båstad. Han angrep såväl USA:s krig i Vietnam som Sovjetunionens invasion i Tjeckoslovakien. Vid en presskonferens förklarade han att Sverige borde sända vapen till gerillarörelser, bland andra FNL, däremot inte till frihetsrörelserna i Tjeckoslovakien och Ungern, vars existens han sade sig vara omedveten om. 1969 utsågs han av Veckojournalen till ”Årets argaste unga man” och kallades decenniet senare för "riksdagens gossen Ruda" av vänstertidningen Proletären.
Han valdes till ordförande för Folkpartiets ungdomsförbund 1969 och blev omvald 1970. 1971 omvaldes han inte, då han förlorade en mycket jämn omröstning mot Lars Leijonborg. Han invaldes i riksdagen 1976 för Folkpartiet och omvaldes 1979, men lämnade den 7 november riksdagen och Folkpartiet och anslöt sig till den kärnkraftskritiska Linje 3 inför folkomröstningen 1980.
Gahrton var en av initiativtagarna till att bilda det svenska Miljöpartiet, bland annat genom boken Det behövs ett framtidsparti 1980.
Sommaren 1985 avtjänade han en månads fängelsestraff för vägran att fullgöra en repetitionsövning ”som en moralisk protest mot den svenska regeringens agerande i försvarsfrågan”. Han satt åter i riksdagen 1988–1991 samt 1994–1995, men denna gång för Miljöpartiet de Gröna. Som ledamot av riksdagens utrikesutskott ledde han Miljöpartiets kampanj för att Sverige skulle erkänna Litauen, som var den första sovjetrepubliken som utropade sig som självständig i mars 1990. På inbjudan av de litauiska Gröna höll han ett tal inför parlamentet i Vilnius våren 1990.
I det första svenska Europaparlamentsvalet 1995 toppade Gahrton Miljöpartiets valsedel. Partiet blev tredje största parti i valet med 17,2 procent, ett resultat som fortfarande (2023) är det bästa Miljöpartiet gjort i ett riksomfattande val. I EU-parlamentet var Gahrton ledamot av utskottet för utrikesfrågor, mänskliga rättigheter, gemensam säkerhet och försvarspolitik. Gahrton var också rapportör för EU:s relationer med Sydkaukasus och föreslog en stabilitetspakt för hela regionen, vilket väckte stor uppmärksamhet i de berörda länderna. Han var ledamot av Advisory Council i Regional Environmental Centre i Tbilisi, Georgien. Han var också ordförande i EU-parlamentets Kina-delegation och föreslog vid ett samtal med Li Peng, talman i den kinesiska folkkongressen, att Dalai Lama borde bli guvernör i provinsen Tibet. Han var valobservatör i Komirepubliken, Ryssland 1993, Palestinska områdena 1996, Georgien 2003 och 2004, Indonesien 2004. Gahrton blev omvald i valet 1999, men valde att inte kandidera för en tredje mandatperiod 2004.
Gahrton hävdade 2016 att Mehmet Kaplans avgång som bostadsminister var ett resultat av en israelisk kampanj.

### Palestinaengagemang
Gahrton kritiserade ihärdigt Israels politik i Israel-Palestina-konflikten, I såväl boken ”Kampen om Palestina” (1970) som i ”Palestinas frihetskamp” (2008) fördömde han ockupationspolitiken, pläderade för sanktioner mot Israel och förordade en fredslösning enligt FN-beslut, det vill säga en tvåstatslösning. Under åren 2004 till 2011 var han ordförande i Palestinagrupperna i Sverige.
Gahrton betraktades ofta som kontroversiell, som när han försvarade palestiniernas rätt till väpnat motstånd mot ockupationen. Han kritiserade också skarpt EU:s vägran att tala med Hamas. Gahrton deltog i Radio Islams sändningar och kritiserades för att han 1988 försvarade det antisemitiska radioprogrammet Radio Islam sedan Svenska kommittén mot antisemitism hade anmält radiostationen till justitiekanslern. Han beklagade senare sitt ställningstagande och förklarade att han hade en felaktig uppfattning om innehållet i Radio Islams sändningar. Enligt tidningen Expo betraktade Gahrton senare Radio Islams utgivare Ahmed Rami som en "kriminell rasist och dessutom som fiende till Palestinasaken".
Gahrton konstaterade att han formellt, enligt officiell israelisk uppfattning, var jude eftersom hans mormorsmor var judinna. Han ansåg det vara absurt att han som svensk, enligt besked av Knessetledamöter vid ett Israelbesök, hade rätt att bli israelisk medborgare samtidigt som palestinier i flyktingläger inte fick återvända.

### EU och säkerhetspolitik
Gahrton var förespråkare för Nej-linjen vid folkomröstningen om svenskt EU-medlemskap 1994. Då Ja-sidan vann blev Gahrton märkbart besviken och anklagade även Moderaternas dåvarande partiledare Carl Bildt för att ha bedrivit en "smutsig valkampanj" samt att denne skulle "hålla truten" i en direktsänd efterdebatt. Han var även fortsättningsvis en aktiv kritiker av EU och ville minska dess makt, men 2008 konstaterade han i en artikel i Dagens Nyheter att det inte längre var lämpligt att kräva svenskt utträde ur EU.
Han talade för att EU borde besluta om ett gemensamt språk – franska, latin eller esperanto – för att stärka sin identitet, för att hävda sig mot USA och för att ett politiskt beslut vore att föredra framför en spontan utveckling.
Gahrton betecknade återställning av Sveriges militära kapacitet som "statsfinansiellt slöseri och säkerhetspolitiskt vanvett", eftersom ett militärt hot från Ryssland enligt hans mening var "vidskepelse". Bakom kraven på ett starkt försvar anade han dolda motiv av olika slag och rysshat som kunde bli en repris på "80-talets ogrundade och förödande ubåtshysteri". Förmåga att kunna försvara sig militärt såg han som mindre viktigt. "Säkerhet handlar i grund och botten väldigt litet om militära aspekter, utan om en rättvis och miljösäker värld." Problemen i Ryssland ville han åtgärda genom att integrera landet i Europa. Detta skulle på sikt innebära att landet skulle bli medlem i EU, som dock borde se annorlunda ut än vad det då gjorde och tillåta medlemskap i andra regionala organisationer. "På så sätt blir de regionala samarbetena länkar i en global samarbetskedja och inte konkurrerande alternativ."
Under 2005 startades den gröna tankesmedjan Cogito, till vilken Gahrton valdes som första ordförande.

### Författarskap
Gahrton var under många år medarbetare i bland annat Aftonbladet, Sydsvenska Dagbladet och OBS Kulturkvarten som Mellanöstern-rapportör och bokrecensent. Han skrev ett stort antal böcker, de flesta politiska verk om bland annat grön ideologi och EU. Han författade även två deckare: Maktens fångar (1997) och EU-politikerns död (2001). Den förstnämnda utspelar sig i riksdagen och den sistnämnda i EU-parlamentet. Han var också en återkommande skribent i kulturtidskrifterna FiB/Kulturfront, Palestina NU och Syre.

### Lex Gahrton
År 1983 disputerade Gahrton för filosofie doktorsexamen i sociologi vid Lunds universitet med avhandlingen Riksdagen inifrån: en studie av parlamentarisk handfallenhet inför ett samhälle i kris. Betygsnämnden var oenig och omröstningen slutade med siffrorna 3-2 för godkännande av avhandlingen. En av dem som röstade för var Gahrtons handledare, sociologiprofessorn Joachim Israel. Trots att Israel var marxist var han jämte Gahrton en av initiativtagarna till bildandet av Aktionsgruppen för ett framtids- och miljöparti, som förberedde tillkomsten av Miljöpartiet. På grund av de allmänna diskussionerna, som disputationen väckte, ändrades högskoleförordningen, så att en majoritet av betygsnämndens ledamöter måste vara verksam vid andra institutioner än disputanden. Detta kom att kallas "Lex Gahrton".

### Rattfylleri
Gahrton åtalades två gånger för rattfylleri. I februari 2015 ertappades han i sin bil i Tomelilla med 1,89 promille alkohol i blodet. Gahrton hävdade att han hade druckit efter en trafikolycka, men detta motbevisades och Gahrton dömdes till två månaders fängelse för grovt rattfylleri.

### Familj
Per Gahrton var son till Arnold Gahrton, dotterson till Wilhelm de Shàrengrad, bror till Gösta Gahrton och farbror till Måns Gahrton.
1976–1980 var han gift med Maria Ståhlnacke och tillsammans fick de en dotter. Gahrton levde senare med den danska professorn Drude Dahlerup.